# Guita Schyfter
Guita Schyfter (San José, Costa Rica, 1947) es una documentalista y directora de cine costarricense nacionalizada mexicana.

## Primeros años: orígenes y psicología
Sus padres son Salomón Schyfter (Tluste, Ucrania) y Fanny Lepar (Kruk, Lituania). Ambos eran judíos, por lo que decidieron emigrar a Costa Rica debido a la Segunda Guerra Mundial. (él en 1929 y ella en 1936) y la documentalista y sicóloga nació allí. La directora nació en el país centroamericano y se trasladó en 1965 a México, donde estudió psicología, en la Universidad Nacional Autónoma de México.[cita requerida]

## Tecnología educativa y producción audiovisual
Dedicada a la tecnología educativa durante los años setenta, obtuvo en tres ocasiones la beca del Consejo Británico, la cual le permitió cursar estudios de producción audiovisual en la BBC. En 1987, Schyfter realizó diversos programas de la serie Los Nuestros para la televisión educativa de México.

## Documentalista: Ariel al mejor documental
Desde 1983, su carrera como documentalista fue ampliamente reconocida. En 1987, junto con otros realizadores, dirigió Los nuestros, serie documental para televisión dedicada a presentar los testimonios de figuras clave de la ciencia, el arte y la investigación en México. En 1991, obtuvo el Ariel al mejor mediometraje documental, por Xochimilco, historia de un paisaje (1990).

## Cine
A partir de su ópera prima Novia que te vea (1993), Schyfter se ha dedicado al largometraje de ficción. Hasta la fecha, su filmografía en este formato incluye tres cintas más: Sucesos distantes (1994), Las caras de la luna (2001) y Huérfanos (2014)

## Filmografía
- El águila y el gusano (basada en la novela homónima de Hugo Hiriart), en producción.
- Huérfanos (2014, directora)
- Las caras de la luna (2001) .... directora, productora y guionista
- Sucesos distantes (1994) .... directora, productora y guionista
- Novia que te vea (1993) .... directora, productora y guionista
- La fiesta y la sombra: retrato de David Silveti (1990) .... directora (mediometraje documental)
- Xochimilco, historia de un paisaje (1990) .... directora (mediometraje documental)
- Los nuestros (TV) (1987) .... directora de varios capítulos (serie documental)
- Los caminos de Greene (1986) .... directora (cortometraje documental)
- Desarrollo regional (1985) .... directora (cortometraje documental)
- Descentralización (1985) .... directora (cortometraje documental)
- Archivo General de la Nación (1984) .... directora (cortometraje documental)
- Héctor Mendoza (1984) .... directora (cortometraje documental)
- Cavernario Galindo, luchador rudo (1984) .... directora (cortometraje documental)
- Luis Cardoza y Aragón (1984) .... directora (cortometraje documental)
- Vicente Rojo (1984) .... directora (cortometraje documental)
- Rufino Tamayo (1983) .... directora (mediometraje documental)

## Vida personal
Nació el 2 de marzo de 1947 en San José, Costa Rica. Su esposo es el escritor Hugo Hiriart.